# Богатырский проспект
Богаты́рский проспект — проспект в Приморском районе Санкт-Петербурга, проходит от проспекта Испытателей до Шуваловского проспекта. Часть Центральной дуговой магистрали.

## История названия
Название было присвоено 2 ноября 1973 года. Именно благодаря прохождению по бывшему лётному полю многие улицы, пересекающие проспект, имеют названия связанные с авиационной тематикой. Не исключение и сам Богатырский — он назван в память о «воинах-лётчиках, по-богатырски защищавших ленинградское небо в годы Великой Отечественной войны».

## История

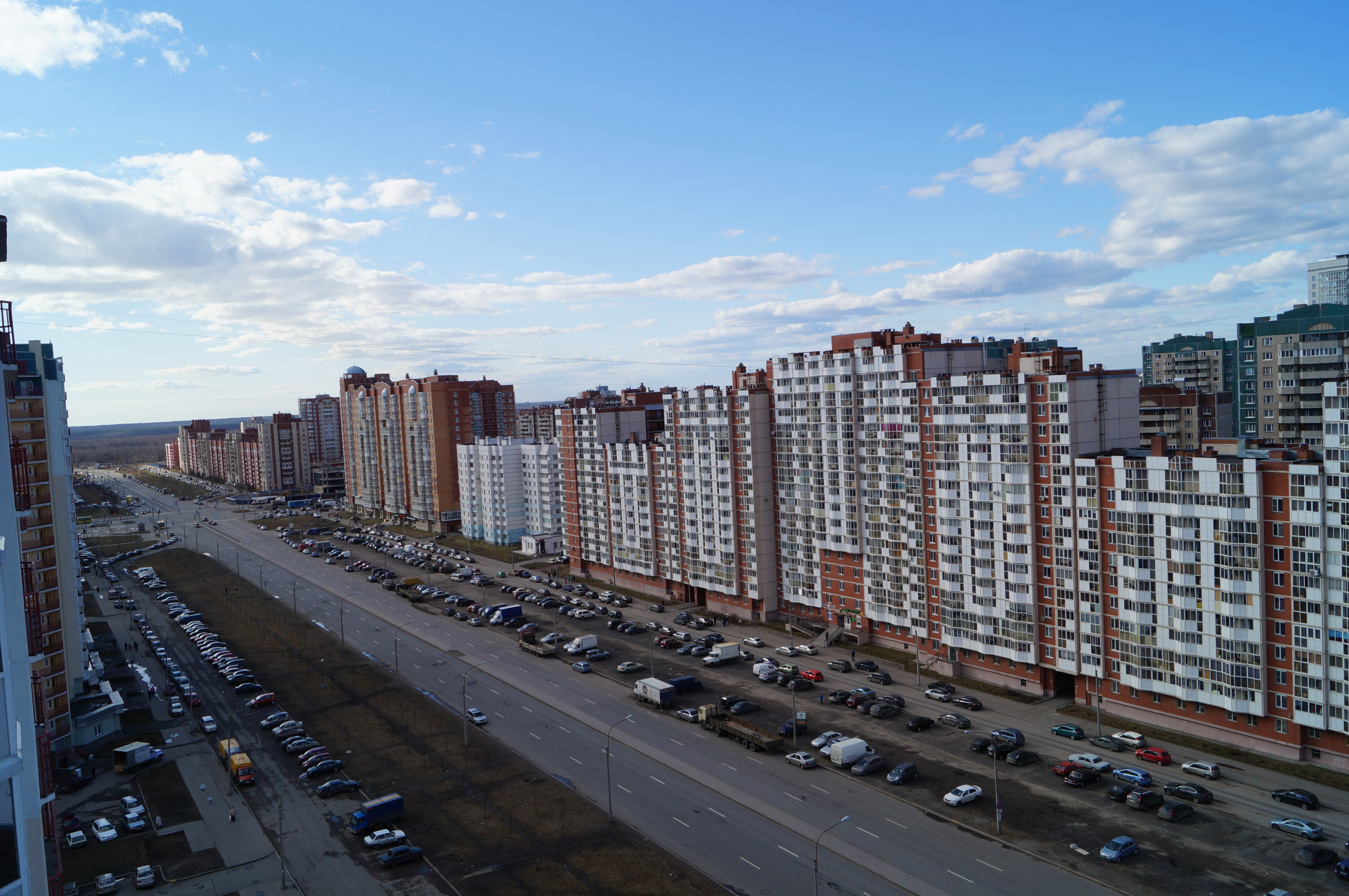
Окончание Богатырского проспекта

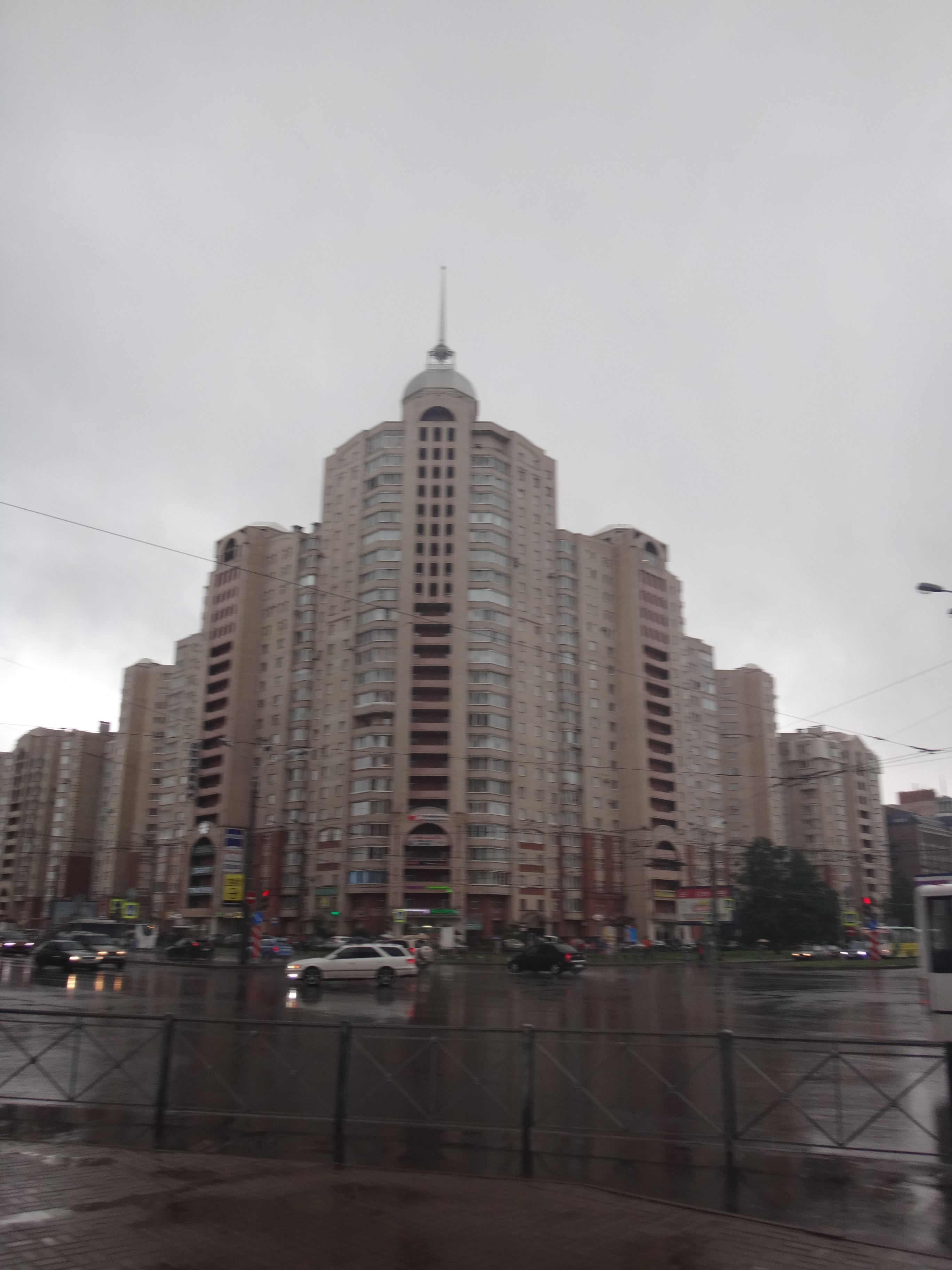
Богатырский проспект, 2. Дом находится точно на 60-й параллели

Прокладка проспекта началась в конце 1970-х годов, и продолжалась на протяжении последующих двух десятилетий по землям бывшего Комендантского аэродрома. Проспект прокладывался частично, поэтому в отдельные моменты времени состоял до четырёх несвязанных друг с другом участков.
В 2007 году началась реализация проекта по завершению формирования проспекта.
29 декабря 2009 года открыто движение по новому участку от проспекта Испытателей до Коломяжского проспекта.
20 июля 2010 года участок от Светлановской площади до Коломяжского рынка, ранее относившийся к Богатырскому проспекту, был включён в состав проспекта Испытателей.
11 октября 2010 года открыто движение на участке между Гаккелевской и Стародеревенской улицами.
В 2013 году открыто движение на участке между Планерной и Яхтенной улицами, тогда же был реконструирован участок между улицами Планерной и Стародеревенской. С этого момента стал возможен сквозной проезд по проспекту.
С 2013 года по 2019 год велись работы по расширению участка от Байконурской до Гаккелевской улицы. В ноябре 2017 года была построена и введена в эксплуатацию новая проезжая часть, и тогда же была закрыта на реконструкцию старая. Тогда же Полевая Сабировская улица была выведена в створ проспекта Сизова, а старый перекрёсток ликвидирован. 1 сентября 2019 года по участку было запущено движение в полном объёме, однако официально он будет сдан в 2021 году после проведения благоустройства прилегающей территории.

## Застройка
- № 2 — офисное здание
- № 2а — жилой дом (2022[6])
- № 3, корпус 1, — жилой дом
- № 3, корпус 2, -
- № 3, корпус 3, — офисное здание (2017[7])

<…>
- № 18, корпус 2, — мебельный центр «Богатырь» (2018[8])
- № 44 — дом молодежи (2014[9])
- № 45 — жилой дом (2021[10])
- № 55, корпус 1, — жилой дом[11]
- № 64 — жилой дом[12]

## Пересечения
Богатырский проспект пересекают следующие магистрали:
- проспект Испытателей
- Коломяжский проспект
- Серебристый бульвар
- Байконурская улица
- проспект Сизова / Полевая Сабировская улица
- Туполевская улица
- Гаккелевская улица / Торфяная дорога
- Стародеревенская улица
- Планерная улица
- ЗСД (развязка)
- Яхтенная улица
- Туристская улица
- Шуваловский проспект

## Транспорт
По Богатырскому проспекту проходят трассы ряда автобусных маршрутов.
На участке от Коломяжского проспекта до Гаккелевской улицы имеется троллейбусная контактная сеть, используемая маршрутами № 25 и 40.